# Matthias Ludwig Leithoff

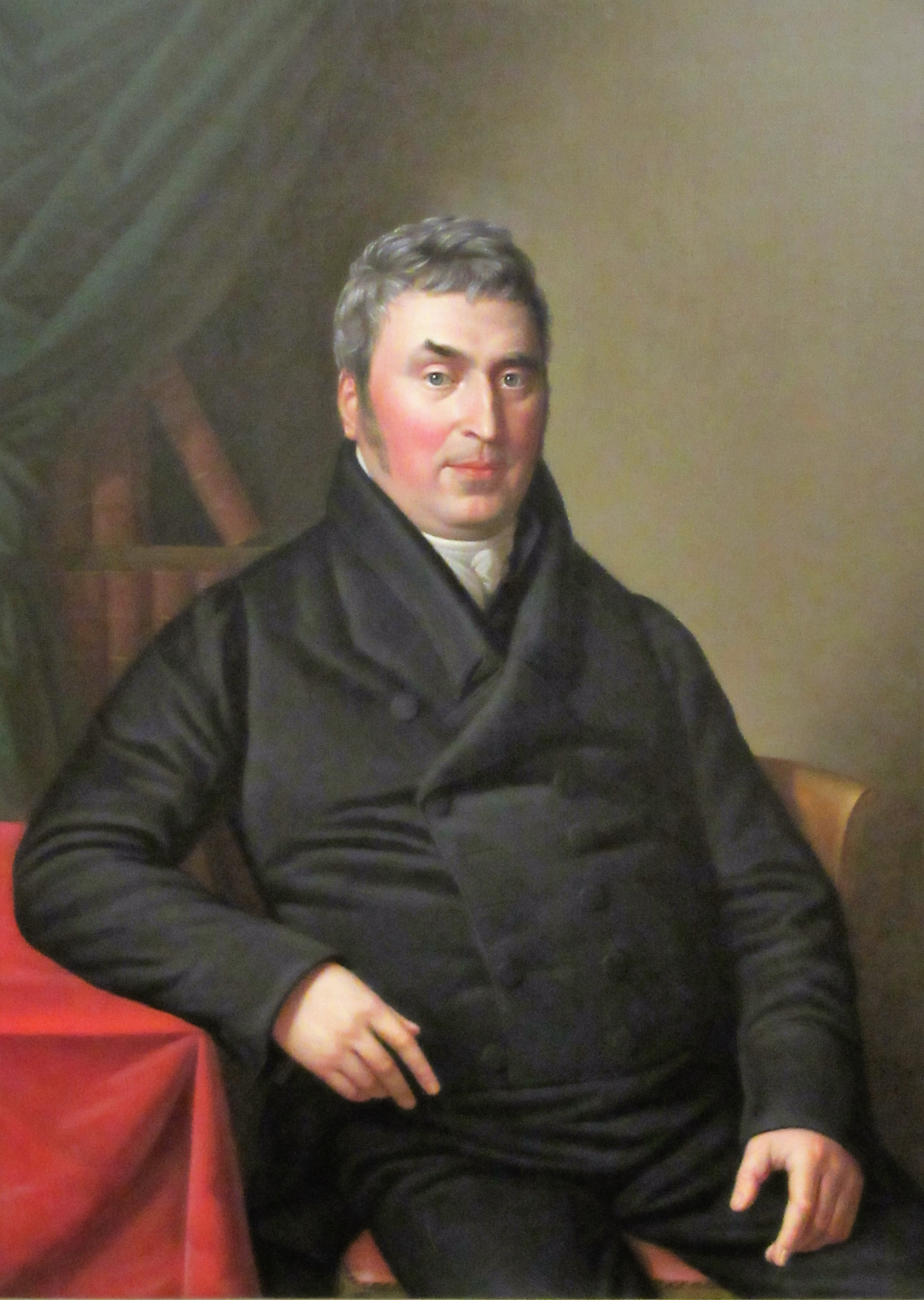
Matthias Ludwig Leithoff, Porträt von Rudolph Suhrlandt 1827

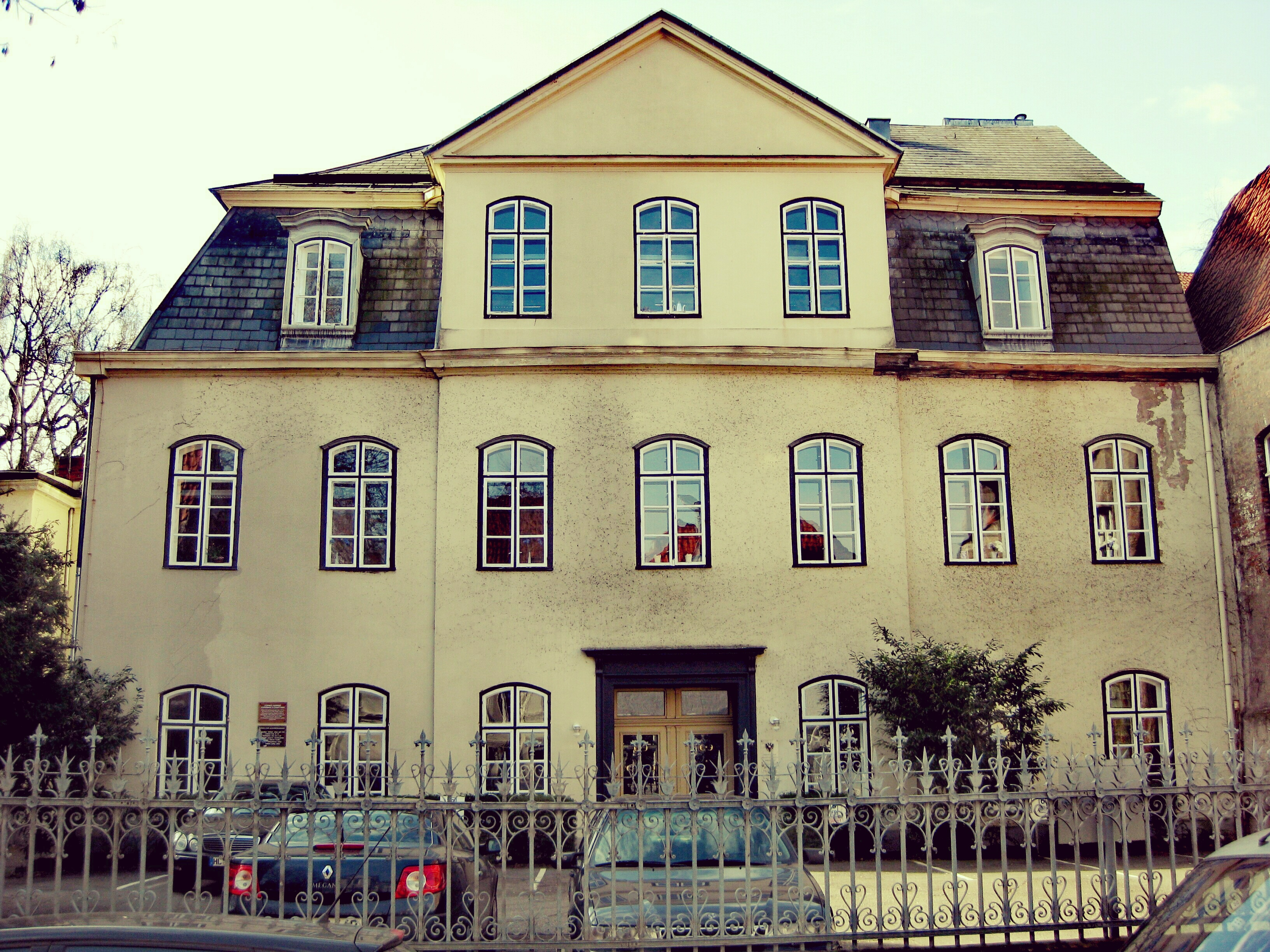
Brömserhof

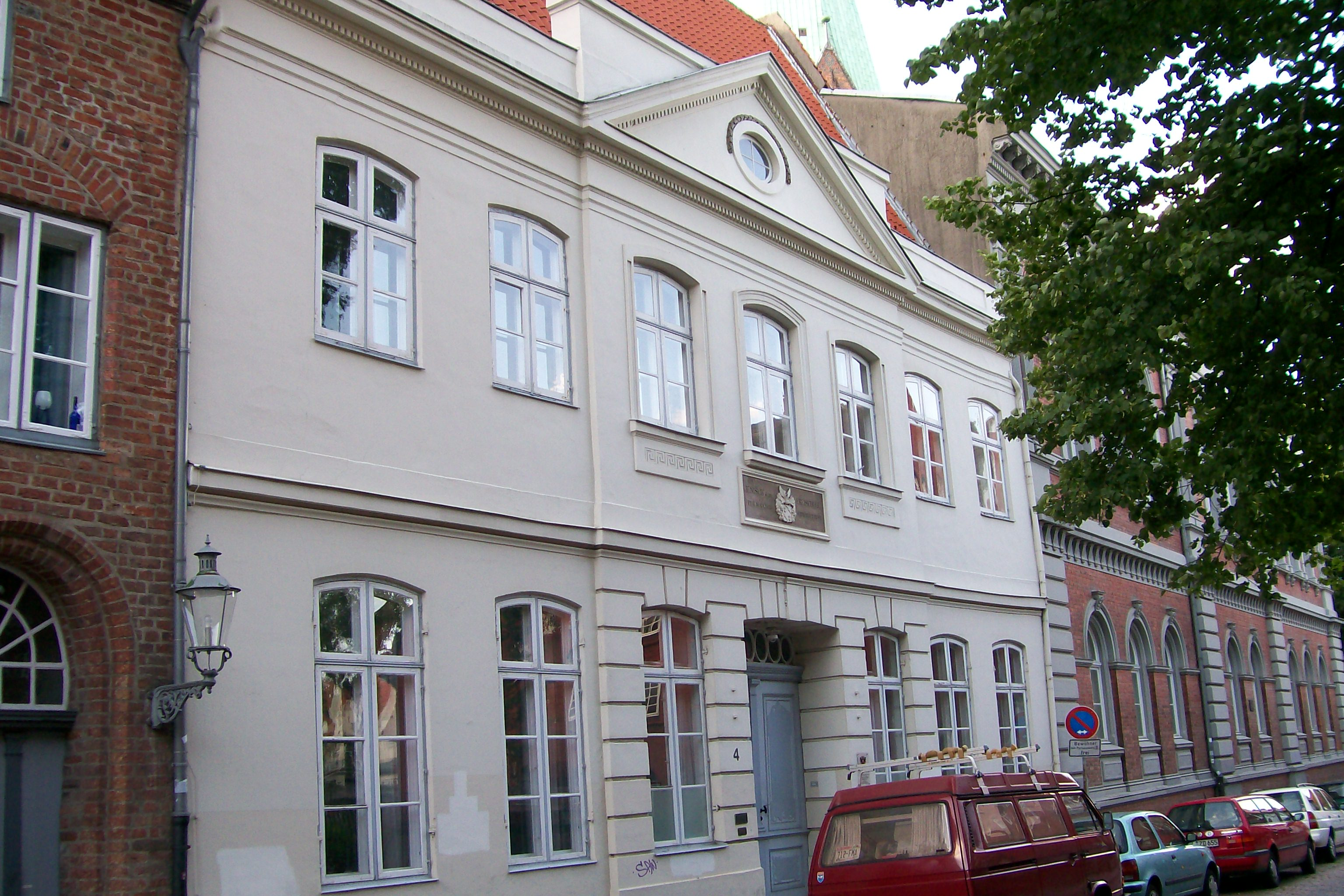
Teil des ehemaligen orthopädischen Instituts, später Jenische Freischule

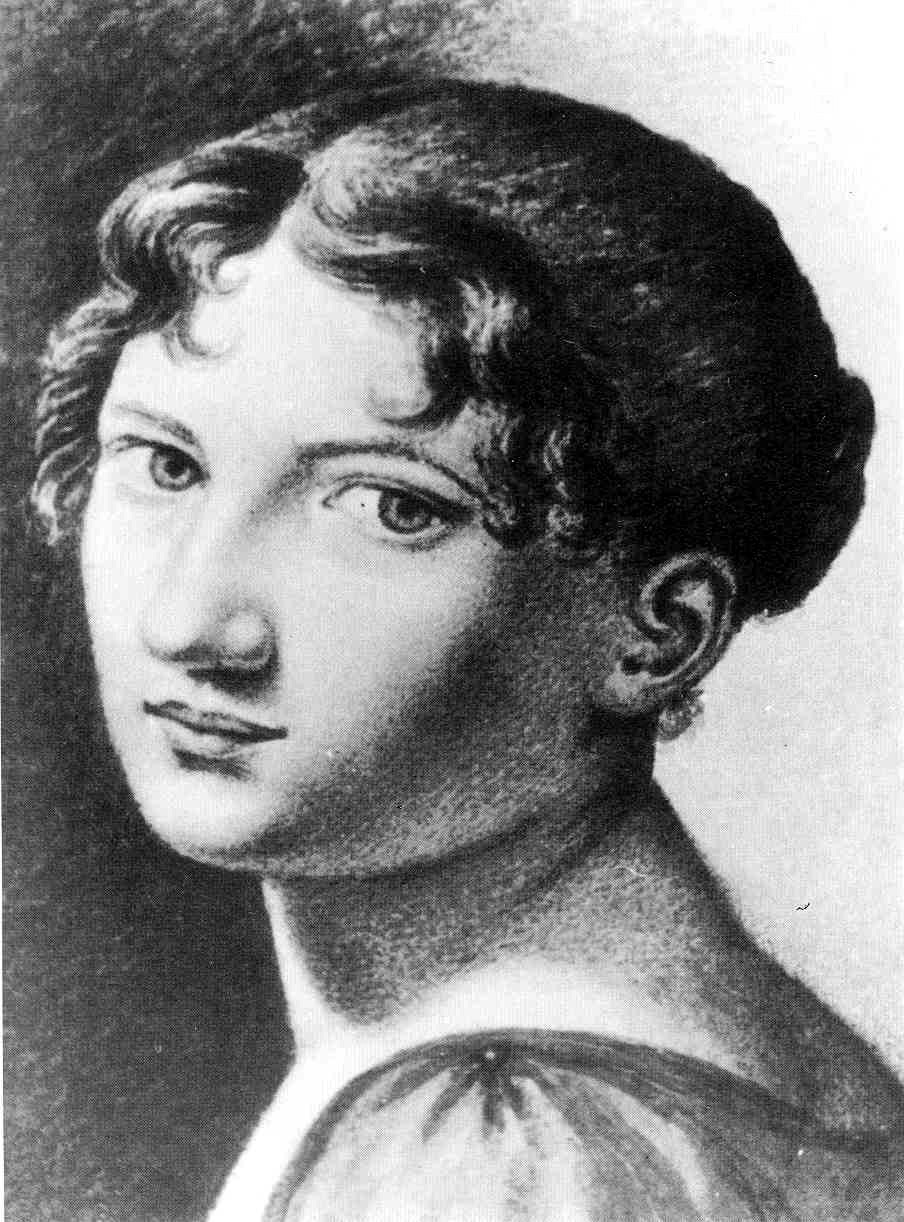
Charlotte Leithoff geb. Overbeck (Friedrich Overbeck, Sepia/Wasserfarben, 1806)

Matthias Ludwig Leithoff (* 22. Mai 1778 in  Lübeck; † 20. November 1846 ebenda) war ein deutscher Orthopäde.

## Ausbildung
Leithoff studierte ab 1797 Medizin in Jena und Göttingen. Während seines Studiums wurde er 1799 Mitglied im Unitistenorden. 1801 wurde er Subdirector der Entbindungsanstalt in Jena. 1803 wurde er in Jena zum Dr. med. promoviert und schloss eine Ausbildung zum Augenarzt in Wien an.

## Wirken
Ab 1804 war Leithoff als praktischer Arzt in Lübeck tätig und wechselte 1807 als Arzt an das St. Annen-Kloster in Lübeck. 1804 wurde er vom Senat der Stadt Lübeck mit der Errichtung von Hospitälern für Flüchtlinge beauftragt. 1809 war Gründungsmitglied des Ärztlichen Vereins zu Lübeck.
1818 eröffnete Leithoff schließlich ein Orthopädisches Institut in Lübeck. Es hatte ab 1819 seinen Sitz im ehemaligen Palais Brömserhof in der Schildstraße 12–14, heute Sitz der Kulturverwaltung der Hansestadt Lübeck. Dort erzielte er durch neuartige Heilmethoden und selbsterfundene Maschinen so gute Erfolge, namentlich bei Kindern, dass dieses in seiner Art erste Institut in Deutschland bald europäischen Ruf erlangte und Leithoff über die Grenzen des Landes hinaus bekannt machte.
Das 1821 hinzu erworbene, rückwärtig mit dem Brömserhof verbundene Institutsgebäude in der St.-Annen-Straße ging 1872 in das Eigentum der Stiftung der Jenische Freischule über und wird noch heute von der Hansestadt Lübeck als Schulgebäude für die nach dem Gastrosophen Karl Friedrich von Rumohr benannte Hotelfachschule genutzt.

## Ehrungen
- Königlich-Preussischer Hofrat in Anerkennung seiner besonderen Verdienste im Kriegsjahr 1806
- Ritter des Königlich-Schwedischen Wasaordens
- Ritterkreuz des Königlich-Dänischen Dannebrog-Ordens
- Ritterkreuz des Königlich-Portugiesischen Militär-Christus-Ordens
- Ehrenmitglied der Kaiserlichen Naturforscher-Gesellschaft zu Moskau
- Namensgeber der heutigen „Matthias-Leithoff-Schule“ in Lübeck für Körperbehinderte

## Familiäres
Leithoff war verheiratet mit Charlotte Dorothea Overbeck (1790–1872), Tochter des Christian Adolph Overbeck.

## Schriften
- Dissertatio sistens meletemata quaedam obstetricia. Jenae: Goepferdt 1803 (Diss.)